# Joseph Mostert
Joseph Mostert, född 26 juli 1912, död 28 april 1967, var en friidrottare från Belgien. Han deltog vid olympiska sommarspelen 1936.